# 'Eua Motu'a
'Eua Motu'a es un distrito de la división administrativa de 'Eua, en Tonga.Su capital, 'Ohonua, es también la capital de 'Eua. Está dividido en dos partes por el distrito de 'Eua Fo'ou y limita al este con el Parque Nacional de 'Eua y al oeste con el Oceano Pacífico. Tiene una población de 2.771 habitantes en 2021. 